# Kajak i kanu na OI 2012.
Kajak i kanu na OI 2012. u Londonu održavao se od 29. srpnja do 2. kolovoza. Natjecanja su se održavala u Lee Valley White Water Centru  (slalom) i jezeru Dorney (sprint).

## Osvajači odličja

### Slalom
| Kategorija  | Zlato                                                | Srebro                                                 | Bronca                                         |
| C1 muškarci | Tony Estanguet Francuska                             | Sideris Tasiadis Njemačka                              | Michal Martikán Slovačka                       |
| C2 muškarci | Timothy Baillie Etienne Stott Ujedinjeno Kraljevstvo | David Florence Richard Hounslow Ujedinjeno Kraljevstvo | Pavol Hochschorner Peter Hochschorner Slovačka |
| K1 muškarci | Daniele Molmenti Italija                             | Vavřinec Hradílek Češka                                | Hannes Aigner Njemačka                         |
| K1 žene     | Émilie Fer Francuska                                 | Jessica Fox Australija                                 | Maialen Chourraut Španjolska                   |

### Sprint

#### Muškarci
| Kategorija | Zlato                                                       | Srebro                                                          | Bronca                                                  |
| C1 200 m   | Yuriy Cheban Ukrajina                                       | Jevgenij Shuklin Litva                                          | Ivan Shtyl Rusija                                       |
| C1 1000 m  | Sebastian Brendel Njemačka                                  | David Cal Španjolska                                            | Mark Oldershaw Kanada                                   |
| C2 1000 m  | Peter Kretschmer Kurt Kuschela Njemačka                     | Andrei Bahdanovich Aliaksandr Bahdanovich Bjelorusija           | Alexey Korovashkov Ilya Pervukhin Rusija                |
| K1 200 m   | Ed McKeever Ujedinjeno Kraljevstvo                          | Saúl Craviotto Španjolska                                       | Mark de Jonge Kanada                                    |
| K1 1000 m  | Eirik Verås Larsen Norveška                                 | Adam van Koeverden Kanada                                       | Max Hoff Njemačka                                       |
| K2 200 m   | Yury Postrigay Alexander Dyachenko Rusija                   | Raman Piatrushenka Vadzim Makhneu Bjelorusija                   | Liam Heath Jon Schofield Ujedinjeno Kraljevstvo         |
| K2 1000 m  | Rudolf Dombi Roland Kökény Mađarska                         | Fernando Pimenta Emanuel Silva Portugal                         | Martin Hollstein Andreas Ihle Njemačka                  |
| K4 1000 m  | Tate Smith Dave Smith Murray Stewart Jacob Clear Australija | Zoltán Kammerer Dávid Tóth Tamás Kulifai Dániel Pauman Mađarska | Daniel Havel Lukáš Trefil Josef Dostál Jan Štĕrba Češka |

#### Žene
| Kategorija | Zlato                                                                      | Srebro                                                                        | Bronca                                                                    |
| K1 200 m   | Lisa Carrington Novi Zeland                                                | Inna Osypenko Ukrajina                                                        | Natasa Dusev-Janics Mađarska                                              |
| K1 500 m   | Danuta Kozak Mađarska                                                      | Inna Osypenko Ukrajina                                                        | Bridgitte Hartley JAR                                                     |
| K2 500 m   | Franziska Weber Tina Dietze Njemačka                                       | Katalin Kovács Natasa Dusev-Janics Mađarska                                   | Beata Mikołajczyk Karolina Naja Poljska                                   |
| K4 500 m   | Gabriella Szabó Danuta Kozák Katalin Kovács Krisztina Fazekas Zur Mađarska | Carolin Leonhardt Franziska Weber Katrin Wagner-Augustin Tina Dietze Njemačka | Iryna Pamialova Nadzeya Papok Volha Khudzenka Maryna Pautaran Bjelorusija |